# Julia Krajewski
Julia Krajewski (22 de outubro de 1988) é uma ginete alemã, especialista no CCE.

## Carreira
Krajewski competiu no CCE por equipes na Rio 2016 com Samourai du Thot, conquistando a medalha de prata. Obteve o ouro no CCE individual em Tóquio 2020, conduzindo Amande de B'Neville.